# Yetter (Iowa)
Yetter es una ciudad ubicada en el condado de Calhoun en el estado estadounidense de Iowa. En el Censo de 2010 tenía una población de 34 habitantes y una densidad poblacional de 104,19 personas por km².

## Geografía
Yetter se encuentra ubicada en las coordenadas 42°18′58″N 94°50′35″O / 42.31611, -94.84306. Según la Oficina del Censo de los Estados Unidos, Yetter tiene una superficie total de 0.33 km², de la cual 0.33 km² corresponden a tierra firme y (0%) 0 km² es agua.

## Demografía
Según el censo de 2010, había 34 personas residiendo en Yetter. La densidad de población era de 104,19 hab./km². De los 34 habitantes, Yetter estaba compuesto por el 97.06% blancos, el 0% eran afroamericanos, el 0% eran amerindios, el 2.94% eran asiáticos, el 0% eran isleños del Pacífico, el 0% eran de otras razas y el 0% pertenecían a dos o más razas. Del total de la población el 0% eran hispanos o latinos de cualquier raza.